# Maekel
Maekel (arabisk: المنطقة المركزية, tigrinya: ዞባ ማእከል, dansk f.eks. «Central») er en region i det centrale Eritrea. Regionen er landets mindste, men den tredje mest befolkede. Hovedstaden er Asmara, som også er landets hovedstad. I 2010 havde 95% af befolkningen adgang til rent drikkevand. Regionen er igen delt ind i fire sub-regioner eller distrikter. Regionens administrator er generalmajor Ramadan Osman Awliyai.

## Sub-regioner
Regionen er inddelt i fire sub-regioner eller distrikter:
| Sub-Region (distrikter) | Befolkning | Areal   | Hovedstad   | Administrator       | Administrative områder    |
| ----------------------- | ---------- | ------- | ----------- | ------------------- | ------------------------- |
| Asmara                  | 912.000    | 183 km² | Asmara      | Semere Russom       | 13 administrative områder |
| Berikh (distrikt)       |            |         | Berikh      | Mengsteab Fessehaye |                           |
| Ghala Nefhi (distrikt)  |            |         | Ghala Nefhi | Solomon Haile       |                           |
| Serejaka (distrikt)     |            |         | Serejaka    | Tesfahiwet Meresa   |                           |

## Klima
| Vejr for Asmara, Eritrea                                                                                            | Vejr for Asmara, Eritrea | Vejr for Asmara, Eritrea | Vejr for Asmara, Eritrea | Vejr for Asmara, Eritrea | Vejr for Asmara, Eritrea | Vejr for Asmara, Eritrea | Vejr for Asmara, Eritrea | Vejr for Asmara, Eritrea | Vejr for Asmara, Eritrea | Vejr for Asmara, Eritrea | Vejr for Asmara, Eritrea | Vejr for Asmara, Eritrea | Vejr for Asmara, Eritrea |
| | Jan                      | Feb                      | Mar                      | Apr                      | Maj                      | Jun                      | Jul                      | Aug                      | Sep                      | Okt                      | Nov                      | Dec                      | År                       |
| --- | ------------------------ | ------------------------ | ------------------------ | ------------------------ | ------------------------ | ------------------------ | ------------------------ | ------------------------ | ------------------------ | ------------------------ | ------------------------ | ------------------------ | ------------------------ |
| Gennemsnitlig maks °C                                                                                               | 22                       | 24                       | 25                       | 25                       | 25                       | 25                       | 22                       | 22                       | 23                       | 22                       | 22                       | 22                       | 23                       |
| Gennemsnitlig °C | 14                       | 15                       | 16                       | 17                       | 18                       | 18                       | 16                       | 16                       | 16                       | 15                       | 14                       | 13                       | 16                       |
| Gennemsnitlig min °C                                                                                                | 4                        | 5                        | 8                        | 9                        | 10                       | 11                       | 11                       | 11                       | 9                        | 8                        | 7                        | 5                        | 8                        |
| Gennemsnitlig nedbør mm                                                                                             | 0,9                      | 3,5                      | 7,8                      | 30                       | 45,7                     | 40,3                     | 179,4                    | 178,8                    | 30,1                     | 10,3                     | 15,2                     | 2,2                      | 544                      |
| Kilde: Nedbør: Eritrea: "Mallets in the mountains" (engelsk) Temperaturer: "Asmara Climate & Temperature" (engelsk) |                          |                          |                          |                          |                          |                          |                          |                          |                          |                          |                          |                          |                          |

## Sundhedsvæsen
Sundhedsvæsenet er blevet betydelig forbedret i regionen. Sundhedscentre, som tidligere var begrænset til byområder, er nu blevet udstrakt til fjernere beliggende områder. Det samlede antal af sundhedscentre er vokset fra 14 i 1991 til 35 i 2010. Parallelt med en stigning er antallet af sundhedsspecialister også steget fra 98 i 1991 til 945 i 2010.

## Transport
Kollektiv trafik var i en ringe forfatning i de første år efter uafhængigheden. Ligeledes var infrastrukturen kun i ringe udstrækning udbygget. Efter uafhængigheden har udvidelsen af vejnettet, 95 nye bybusser og 75 minibusser samt 807 taxier næsten løst eksisterende behov for transport.

## Turisme
Området har en række turistattraktioner, således en række art deco-bygninger, relikvier som er bevarede i deres oprindelige tilstand, grøfter, grave for soldater, indisk krematorium, damplokomotiver osv. Fund af gamle redskaber og pyntegenstande nogen steder i Asmara indikerer også, at byen var et center for en tidligere civilisation. I denne forbindelse er omfattende tiltag også blevet udført til fremme af en levedygtig turisme. En række gamle bosættelser er også blevet identificerde i Asmaras omgivelser, og forskning har været foretaget i de respektive områder.